# Tijana Dapčević
Tijana Dapčević (in macedone Тијана Дапчевиќ; Skopje, 3 febbraio 1976) è una cantante macedone con cittadinanza serba.

## Biografia
Nata Tijana Todevska e conosciuta anche solo come Tijana, è sorella della cantante Tamara Todevska.
Nel 2000 ha pubblicato il suo primo album.
Ha partecipato all'Eurovision Song Contest 2014 come rappresentante della Repubblica di Macedonia presentando il brano To the Sky. Non è però riuscita ad accedere alla finale.

## Discografia
- Kao da.. (2000)
- Negativ (2002)
- Zemlja mojih snova (2004)
- Žuta minuta (2007)
- Muzika (2010)